# British Open 2023 (Snooker)
Die Cazoo British Open 2023 waren ein Snookerturnier der World Snooker Tour der Saison 2023/24, das vom 25. September bis 1. Oktober ausgetragen wurde. Bei der dritten Ausgabe des Turniers nach Wiedereinführung gab es den dritten Spielort: die Centaur Arena, eine Halle auf dem Gelände des Cheltenham Racecourse. Der World Grand Prix war dort bereits mehrfach zu Gast gewesen.
Zur Titelverteidigung trat der Waliser Ryan Day an, der aber in der zweiten Hauptrunde Ali Carter unterlag. Der neue Turniersieger kam wieder aus Wales: Mark Williams besiegte im Endspiel Mark Selby mit 10:7 und gewann damit nach 1997 und 2021 zum dritten Mal die British Open. Es war sein 24. Ranglistentitel und mit 48 Jahren war er der zweitälteste Titelgewinner nach seinem Landsmann Ray Reardon, der das Professional Players Tournament 1982 im Alter von 50 Jahren gewann.

## Preisgeld
Gegenüber dem Vorjahr gab es keine Änderung beim Preisgeld. Die Gesamtsumme blieb bei 478.000 £, der Sieger erhielt davon 100.000 £.
|                 | Preisgeld |
| --------------- | --------- |
| Sieger          | 100.000 £ |
| Finalist        | 45.000 £  |
| Halbfinalist    | 20.000 £  |
| Viertelfinalist | 12.000 £  |
| Achtelfinalist  | 8.000 £   |
| Letzte 32       | 5.000 £   |
| Letzte 64       | 3.000 £   |
| Höchstes Break  | 5.000 £   |
| Insgesamt       | 478.000 £ |

## Spielplan
Traditionell gibt es bei den British Open keinen Turnierbaum. Im Lauf des Turniers kommen alle verbliebenen Spieler immer wieder in den Lostopf und werden paarweise zugelost. Setzungen, um frühzeitige Aufeinandertreffen der Spitzenspieler zu verhindern, gibt es nicht.
Der im Vorjahr eingeführte Matchmodus wurde beibehalten: Best-of-7 (4 Gewinnframes) bis zum Achtelfinale und dann Steigerung auf Best-of-9, Best-of-11 und Best-of-19 im Finale.

### Qualifikation
Am 26. Juli wurden die ersten Begegnungen der Qualifikationsrunde ausgelost. Sie fanden vorab vom 14. bis 18. August in der Morningside Arena von Leicester statt, die 2021 noch Austragungsort des Hauptturniers gewesen war. Matchmodus war Best-of-7. 16 Partien der besten Spieler wurden aufgeschoben und fanden erst am 25. September zum Auftakt des Hauptturniers in Cheltenham statt.
Die Qualifikation verlief weitestgehend erwartungsgemäß. Die Ausnahme war der Weltmeister und Weltranglistenzweite Luca Brecel, nach dem Ausstieg von Ronnie O’Sullivan Turnierfavorit. Er schied gegen Ding Junhui aus, der als Nummer 15 der Weltrangliste aber auch ein schwerer Auftaktgegner war. Mark Allen als Nummer 3 hatte mit der Nummer 18 Anthony McGill dagegen wenig Probleme. Aus den Top 20 schied nur noch Ricky Walden aus, der überraschend Xu Si unterlag.
| Spiel | Spieler 1                    | Ergebnis | Spieler 2                   |
| ----- | ---------------------------- | -------- | --------------------------- |
| 1     | (99) Alfie Burden            | 42:42    | Ken Doherty (75)            |
| 2     | (76) Lukas Kleckers          | 41:41    | Si Jiahui (33)              |
| 3     | (59) Dominic Dale            | 14:14    | Mark Joyce (63)             |
| 4     | (103) Ma Hailong             | 24:24    | Ian Burns (105)             |
| 5     | (126) Manasawin Phetmalaikul | 41:41    | Ishpreet Singh Chadha (110) |
| 6     | (114) Jenson Kendrick        | 41:41    | David Grace (54)            |
| 7     | (108) Hammad Miah            | 34:34    | Zhou Yuelong (25)           |
| 8     | (100) Andrew Higginson       | 41:41    | Andy Hicks (57)             |
| 9 a   | (43) Ben Woollaston          | 42:42    | Mark Selby (5)              |
| 10    | (70) James Cahill            | 41:41    | Tom Ford (22)               |
| 11 a  | (14) Gary Wilson             | 14:14    | Ahmed Elsayed (120)         |
| 12    | (87) Oliver Brown            | 34:34    | Himanshu Dinesh Jain (95)   |
| 13    | (62) Xu Si                   | 04:04    | Ricky Walden (20)           |
| 14    | (82) Rod Lawler              | 24:24    | Sam Craigie (45)            |
| 15 a  | (112) Jiang Jun              | 42:42    | Robert Milkins (12)         |
| 16    | (47) Robbie Williams         | 04:04    | Pang Junxu (34)             |
| 17    | (113) Liam Pullen            | 40:40    | Oliver Lines (61)           |
| 18    | (86) Adam Duffy              | 41:41    | Scott Donaldson (52)        |
| 19 a  | (94) Anton Kazakov           | 42:42    | Judd Trump (4)              |
| 20 a  | (7) Shaun Murphy             | 14:14    | Rebecca Kenna (116)         |
| 21    | (41) Graeme Dott             | 34:34    | Zhang Anda (58)             |
| 22    | (127) Baipat Siripaporn      | 41:41    | Liu Hongyu (90)             |
| 23 a  | (11) Ali Carter              | 34:34    | Allan Taylor (78)           |
| 24 a  | (31) Joe O’Connor            | 43:43    | Jack Lisowski (13)          |
| 25    | (A) Rory McLeod b            | 41:41    | Tian Pengfei (53)           |
| 26    | (74) Dylan Emery             | 41:41    | Yuan Sijun (51)             |
| 27    | (28) Chris Wakelin           | 34:34    | Andrew Pagett (119)         |
| 28 a  | (55) Jamie Clarke            | 41:41    | Neil Robertson (6)          |
| 29    | (89) Mohamed Ibrahim         | 34:34    | Mink Nutcharut (98)         |
| 30    | (36) Anthony Hamilton        | 14:14    | Aaron Hill (73)             |
| 31 a  | (3) Mark Allen               | 14:14    | Anthony McGill (18)         |
| 32    | (106) Stuart Carrington      | 43:43    | Ross Muir (109)             |

| Spiel | Spieler 1                    | Ergebnis | Spieler 2                   |
| ----- | ---------------------------- | -------- | --------------------------- |
| 1     | (99) Alfie Burden            | 42:42    | Ken Doherty (75)            |
| 2     | (76) Lukas Kleckers          | 41:41    | Si Jiahui (33)              |
| 3     | (59) Dominic Dale            | 14:14    | Mark Joyce (63)             |
| 4     | (103) Ma Hailong             | 24:24    | Ian Burns (105)             |
| 5     | (126) Manasawin Phetmalaikul | 41:41    | Ishpreet Singh Chadha (110) |
| 6     | (114) Jenson Kendrick        | 41:41    | David Grace (54)            |
| 7     | (108) Hammad Miah            | 34:34    | Zhou Yuelong (25)           |
| 8     | (100) Andrew Higginson       | 41:41    | Andy Hicks (57)             |
| 9 a   | (43) Ben Woollaston          | 42:42    | Mark Selby (5)              |
| 10    | (70) James Cahill            | 41:41    | Tom Ford (22)               |
| 11 a  | (14) Gary Wilson             | 14:14    | Ahmed Elsayed (120)         |
| 12    | (87) Oliver Brown            | 34:34    | Himanshu Dinesh Jain (95)   |
| 13    | (62) Xu Si                   | 04:04    | Ricky Walden (20)           |
| 14    | (82) Rod Lawler              | 24:24    | Sam Craigie (45)            |
| 15 a  | (112) Jiang Jun              | 42:42    | Robert Milkins (12)         |
| 16    | (47) Robbie Williams         | 04:04    | Pang Junxu (34)             |
| 17    | (113) Liam Pullen            | 40:40    | Oliver Lines (61)           |
| 18    | (86) Adam Duffy              | 41:41    | Scott Donaldson (52)        |
| 19 a  | (94) Anton Kazakov           | 42:42    | Judd Trump (4)              |
| 20 a  | (7) Shaun Murphy             | 14:14    | Rebecca Kenna (116)         |
| 21    | (41) Graeme Dott             | 34:34    | Zhang Anda (58)             |
| 22    | (127) Baipat Siripaporn      | 41:41    | Liu Hongyu (90)             |
| 23 a  | (11) Ali Carter              | 34:34    | Allan Taylor (78)           |
| 24 a  | (31) Joe O’Connor            | 43:43    | Jack Lisowski (13)          |
| 25    | (A) Rory McLeod b            | 41:41    | Tian Pengfei (53)           |
| 26    | (74) Dylan Emery             | 41:41    | Yuan Sijun (51)             |
| 27    | (28) Chris Wakelin           | 34:34    | Andrew Pagett (119)         |
| 28 a  | (55) Jamie Clarke            | 41:41    | Neil Robertson (6)          |
| 29    | (89) Mohamed Ibrahim         | 34:34    | Mink Nutcharut (98)         |
| 30    | (36) Anthony Hamilton        | 14:14    | Aaron Hill (73)             |
| 31 a  | (3) Mark Allen               | 14:14    | Anthony McGill (18)         |
| 32    | (106) Stuart Carrington      | 43:43    | Ross Muir (109)             |

| Spiel | Spieler 1               | Ergebnis | Spieler 2                   |
| ----- | ----------------------- | -------- | --------------------------- |
| 33 a  | (80) Sean O’Sullivan    | 40:40    | Ryan Day (17)               |
| 34 a  | (8) Kyren Wilson        | 14:14    | Martin O’Donnell (91)       |
| 35 a  | (15) Ding Junhui        | 34:34    | Luca Brecel (2)             |
| 36    | (21) Stuart Bingham     | 04:04    | John J. Astley (66)         |
| 37 a  | (10) John Higgins       | 14:14    | Long Zehuang (93)           |
| 38    | (123) Stephen Hendry    | 42:42    | Muhammad Asif (81)          |
| 39    | (121) Liam Graham       | 34:34    | Cao Yupeng (40)             |
| 40    | (69) Ashley Hugill      | 24:24    | Jak Jones (35)              |
| 41    | (48) Elliot Slessor     | 42:42    | He Guoqiang (124)           |
| 42    | (79) Andy Lee           | 41:41    | Hossein Vafaei (16)         |
| 43    | (68) David Lilley       | 41:41    | Lyu Haotian (46)            |
| 44    | (23) David Gilbert      | 14:14    | Ryan Thomerson (88)         |
| 45    | (115) Victor Sarkis     | 40:40    | Matthew Stevens (42)        |
| 46 a  | (122) Stan Moody        | 40:40    | Barry Hawkins (19)          |
| 47 a  | (85) Peng Yisong        | 41:41    | Mark Williams (9)           |
| 48    | (125) Rory Thor         | 14:14    | Alexander Ursenbacher (101) |
| 49    | (50) Wu Yize            | 24:24    | Martin Gould (60)           |
| 50    | (38) Xiao Guodong       | 24:24    | Marco Fu (117)              |
| 51    | (49) Jackson Page       | 42:42    | Ashley Carty (92)           |
| 52 a  | (A) Steven Hallworth c  | 40:40    | Jimmy Robertson (24)        |
| 53    | (29) Matthew Selt       | 04:04    | Liam Highfield (56)         |
| 54    | (26) Noppon Saengkham   | 14:14    | Xing Zihao (104)            |
| 55    | (96) Fergal O’Brien     | 14:14    | Andres Petrov (84)          |
| 56    | (37) Thepchaiya Un-Nooh | 04:04    | Reanne Evans (107)          |
| 57    | (27) Joe Perry          | 42:42    | Sanderson Lam (71)          |
| 58    | (39) Jordan Brown       | 43:43    | Daniel Wells (97)           |
| 59    | (67) Julien Leclercq    | 24:24    | Dean Young (111)            |
| 60    | (44) Jamie Jones        | 04:04    | Mostafa Dorgham (128)       |
| 61    | (64) Mark Davis         | 43:43    | Fan Zhengyi (32)            |
| 62    | (30) Stephen Maguire    | 04:04    | Jimmy White (118)           |
| 63    | (102) Louis Heathcote   | 42:42    | Ben Mertens (72)            |
| 64    | (65) Michael White      | 42:42    | Zak Surety (77)             |

| Spiel | Spieler 1               | Ergebnis | Spieler 2                   |
| ----- | ----------------------- | -------- | --------------------------- |
| 33 a  | (80) Sean O’Sullivan    | 40:40    | Ryan Day (17)               |
| 34 a  | (8) Kyren Wilson        | 14:14    | Martin O’Donnell (91)       |
| 35 a  | (15) Ding Junhui        | 34:34    | Luca Brecel (2)             |
| 36    | (21) Stuart Bingham     | 04:04    | John J. Astley (66)         |
| 37 a  | (10) John Higgins       | 14:14    | Long Zehuang (93)           |
| 38    | (123) Stephen Hendry    | 42:42    | Muhammad Asif (81)          |
| 39    | (121) Liam Graham       | 34:34    | Cao Yupeng (40)             |
| 40    | (69) Ashley Hugill      | 24:24    | Jak Jones (35)              |
| 41    | (48) Elliot Slessor     | 42:42    | He Guoqiang (124)           |
| 42    | (79) Andy Lee           | 41:41    | Hossein Vafaei (16)         |
| 43    | (68) David Lilley       | 41:41    | Lyu Haotian (46)            |
| 44    | (23) David Gilbert      | 14:14    | Ryan Thomerson (88)         |
| 45    | (115) Victor Sarkis     | 40:40    | Matthew Stevens (42)        |
| 46 a  | (122) Stan Moody        | 40:40    | Barry Hawkins (19)          |
| 47 a  | (85) Peng Yisong        | 41:41    | Mark Williams (9)           |
| 48    | (125) Rory Thor         | 14:14    | Alexander Ursenbacher (101) |
| 49    | (50) Wu Yize            | 24:24    | Martin Gould (60)           |
| 50    | (38) Xiao Guodong       | 24:24    | Marco Fu (117)              |
| 51    | (49) Jackson Page       | 42:42    | Ashley Carty (92)           |
| 52 a  | (A) Steven Hallworth c  | 40:40    | Jimmy Robertson (24)        |
| 53    | (29) Matthew Selt       | 04:04    | Liam Highfield (56)         |
| 54    | (26) Noppon Saengkham   | 14:14    | Xing Zihao (104)            |
| 55    | (96) Fergal O’Brien     | 14:14    | Andres Petrov (84)          |
| 56    | (37) Thepchaiya Un-Nooh | 04:04    | Reanne Evans (107)          |
| 57    | (27) Joe Perry          | 42:42    | Sanderson Lam (71)          |
| 58    | (39) Jordan Brown       | 43:43    | Daniel Wells (97)           |
| 59    | (67) Julien Leclercq    | 24:24    | Dean Young (111)            |
| 60    | (44) Jamie Jones        | 04:04    | Mostafa Dorgham (128)       |
| 61    | (64) Mark Davis         | 43:43    | Fan Zhengyi (32)            |
| 62    | (30) Stephen Maguire    | 04:04    | Jimmy White (118)           |
| 63    | (102) Louis Heathcote   | 42:42    | Ben Mertens (72)            |
| 64    | (65) Michael White      | 42:42    | Zak Surety (77)             |

A = Amateurspieler (während dieser Saison nicht auf der Main Tour)

### 1. Runde
Die Hauptrunde begann am 26. September in der Centaur Arena in Cheltenham. Die Auslosung der Partien erfolgte am 23. August, nachdem der erste Teil der Qualifikation abgeschlossen war, aber vor Austragung der für Cheltenham aufgeschobenen Qualifikationspartien. Diese fanden zuvor am Montag, dem 25. September statt. Runde 1 erstreckt sich danach über 5 Sessions am Dienstag und Mittwoch.
In Runde 1 setzte das Favoritensterben richtig ein. Mark Allen, der sogar Kandidat für Platz 1 der Weltrangliste gewesen wäre, scheiterte in der Spitzenpartie gegen die Nummer 8 Kyren Wilson mit 0:4. Judd Trump, Neil Robertson, Shaun Murphy und John Higgins unterlagen ebenfalls, so dass mit Wilson, Mark Selby und Mark Williams nur noch 3 Top-10-Spieler im Turnier verblieben. Der 4:3-Sieg von Hammad Miah über Judd Trump, entschieden mit der letzten schwarzen Kugel, war ebenso eine große Überraschung wie das 4:2 von Tourneuling Ishpreet Singh Chadha über Stuart Bingham. Auch der 51-jährige Routinier Fergal O’Brien setzte sich wider Erwarten gegen den 70 Plätze besser platzierten und 20 Jahre jüngeren Noppon Saengkham durch.
| Spiel | Spieler 1             | Ergebnis | Spieler 2            |
| ----- | --------------------- | -------- | -------------------- |
| 1     | (13) Jack Lisowski    | 34:34    | Shaun Murphy (7)     |
| 2     | (14) Gary Wilson      | 34:34    | Chris Wakelin (28)   |
| 3     | (17) Ryan Day         | 14:14    | Rory Thor (125)      |
| 4     | (46) Lyu Haotian      | 43:43    | David Gilbert (23)   |
| 5     | (10) John Higgins     | 41:41    | Robbie Williams (47) |
| 6     | (30) Stephen Maguire  | 42:42    | Mark Williams (9)    |
| 7     | (32) Fan Zhengyi      | 14:14    | Ross Muir (109)      |
| 8     | (124) He Guoqiang     | 14:14    | Muhammad Asif (81)   |
| 9     | (52) Scott Donaldson  | 04:04    | Liam Graham (121)    |
| 10    | (4) Judd Trump        | 43:43    | Hammad Miah (108)    |
| 11    | (44) Jamie Jones      | 40:40    | Julien Leclercq (67) |
| 12    | (62) Xu Si            | 40:40    | Ali Carter (11)      |
| 13    | (26) Noppon Saengkham | 42:42    | Fergal O’Brien (96)  |
| 14    | (54) David Grace      | 43:43    | Sanderson Lam (71)   |
| 15    | (97) Daniel Wells     | 42:42    | Ashley Carty (92)    |
| 16    | (22) Tom Ford         | 34:34    | Ashley Hugill (69)   |

| Spiel | Spieler 1             | Ergebnis | Spieler 2            |
| ----- | --------------------- | -------- | -------------------- |
| 1     | (13) Jack Lisowski    | 34:34    | Shaun Murphy (7)     |
| 2     | (14) Gary Wilson      | 34:34    | Chris Wakelin (28)   |
| 3     | (17) Ryan Day         | 14:14    | Rory Thor (125)      |
| 4     | (46) Lyu Haotian      | 43:43    | David Gilbert (23)   |
| 5     | (10) John Higgins     | 41:41    | Robbie Williams (47) |
| 6     | (30) Stephen Maguire  | 42:42    | Mark Williams (9)    |
| 7     | (32) Fan Zhengyi      | 14:14    | Ross Muir (109)      |
| 8     | (124) He Guoqiang     | 14:14    | Muhammad Asif (81)   |
| 9     | (52) Scott Donaldson  | 04:04    | Liam Graham (121)    |
| 10    | (4) Judd Trump        | 43:43    | Hammad Miah (108)    |
| 11    | (44) Jamie Jones      | 40:40    | Julien Leclercq (67) |
| 12    | (62) Xu Si            | 40:40    | Ali Carter (11)      |
| 13    | (26) Noppon Saengkham | 42:42    | Fergal O’Brien (96)  |
| 14    | (54) David Grace      | 43:43    | Sanderson Lam (71)   |
| 15    | (97) Daniel Wells     | 42:42    | Ashley Carty (92)    |
| 16    | (22) Tom Ford         | 34:34    | Ashley Hugill (69)   |

| Spiel | Spieler 1                   | Ergebnis | Spieler 2            |
| ----- | --------------------------- | -------- | -------------------- |
| 17    | (75) Ken Doherty            | 43:43    | Matthew Stevens (42) |
| 18    | (103) Ma Hailong            | 04:04    | Mohamed Ibrahim (89) |
| 19    | (53) Tian Pengfei           | 42:42    | Mark Selby (5)       |
| 20    | (12) Robert Milkins         | 41:41    | Barry Hawkins (19)   |
| 21    | (8) Kyren Wilson            | 04:04    | Mark Allen (3)       |
| 22    | (37) Thepchaiya Un-Nooh     | 41:41    | Oliver Lines (61)    |
| 23    | (87) Oliver Brown           | 42:42    | Hossein Vafaei (16)  |
| 24    | (15) Ding Junhui            | 34:34    | Liu Hongyu (90)      |
| 25    | (36) Anthony Hamilton       | 40:40    | Xiao Guodong (38)    |
| 26    | (57) Andy Hicks             | 42:42    | Graeme Dott (41)     |
| 27    | (82) Rod Lawler             | 14:14    | Dominic Dale (59)    |
| 28    | (33) Si Jiahui              | 14:14    | Neil Robertson (6)   |
| 29    | (51) Yuan Sijun             | 04:04    | Ben Mertens (72)     |
| 30    | (29) Matthew Selt           | 14:14    | Zak Surety (77)      |
| 31    | (24) Jimmy Robertson        | 34:34    | Wu Yize (75)         |
| 32    | (110) Ishpreet Singh Chadha | 24:24    | Stuart Bingham (21)  |

| Spiel | Spieler 1                   | Ergebnis | Spieler 2            |
| ----- | --------------------------- | -------- | -------------------- |
| 17    | (75) Ken Doherty            | 43:43    | Matthew Stevens (42) |
| 18    | (103) Ma Hailong            | 04:04    | Mohamed Ibrahim (89) |
| 19    | (53) Tian Pengfei           | 42:42    | Mark Selby (5)       |
| 20    | (12) Robert Milkins         | 41:41    | Barry Hawkins (19)   |
| 21    | (8) Kyren Wilson            | 04:04    | Mark Allen (3)       |
| 22    | (37) Thepchaiya Un-Nooh     | 41:41    | Oliver Lines (61)    |
| 23    | (87) Oliver Brown           | 42:42    | Hossein Vafaei (16)  |
| 24    | (15) Ding Junhui            | 34:34    | Liu Hongyu (90)      |
| 25    | (36) Anthony Hamilton       | 40:40    | Xiao Guodong (38)    |
| 26    | (57) Andy Hicks             | 42:42    | Graeme Dott (41)     |
| 27    | (82) Rod Lawler             | 14:14    | Dominic Dale (59)    |
| 28    | (33) Si Jiahui              | 14:14    | Neil Robertson (6)   |
| 29    | (51) Yuan Sijun             | 04:04    | Ben Mertens (72)     |
| 30    | (29) Matthew Selt           | 14:14    | Zak Surety (77)      |
| 31    | (24) Jimmy Robertson        | 34:34    | Wu Yize (75)         |
| 32    | (110) Ishpreet Singh Chadha | 24:24    | Stuart Bingham (21)  |

### 2. Runde
Die 2. Runde wurde in zwei Teilen abends am 27. und nachmittags am 28. September ausgetragen. Ausgelost wurden die Begegnungen bereits vor der dritten Session der 1. Runde.
Ausgerechnet Kyren Wilson, der von den 3 verbliebenen Favoriten am souveränsten in Runde 2 gekommen war, verlor danach klar mit 1:4 gegen Barry Hawkins. Aus den Top 16 verlor sonst nur noch Gary Wilson, der mit Mark Williams einen noch stärkeren Gegner zugelost bekommen hatte. Die Überraschungsspieler der ersten beiden Runden mussten sich aber fast alle gegen favorisierte Spieler geschlagen geben. Von außerhalb der Top 64 verblieben nur noch die beiden Chinesen Ma Hailong und He Guoqiang, die von relativ günstigen Auslosungen profitierten, sowie Fergal O’Brien im Turnier. Der Ire besiegte mit Matthew Stevens immerhin die Nummer 42 der Rangliste.
| Spiel | Spieler 1            | Ergebnis | Spieler 2                   |
| ----- | -------------------- | -------- | --------------------------- |
| 1     | (41) Graeme Dott     | 04:04    | Ashley Carty (92)           |
| 2     | (33) Si Jiahui       | 41:41    | Mark Selby (5)              |
| 3     | (22) Tom Ford        | 04:04    | Jimmy Robertson (24)        |
| 4     | (47) Robbie Williams | 41:41    | Scott Donaldson (52)        |
| 5     | (17) Ryan Day        | 42:42    | Ali Carter (11)             |
| 6     | (23) David Gilbert   | 14:14    | Ishpreet Singh Chadha (110) |
| 7     | (42) Matthew Stevens | 43:43    | Fergal O’Brien (96)         |
| 8     | (32) Fan Zhengyi     | 24:24    | Rod Lawler (82)             |

| Spiel | Spieler 1            | Ergebnis | Spieler 2                   |
| ----- | -------------------- | -------- | --------------------------- |
| 1     | (41) Graeme Dott     | 04:04    | Ashley Carty (92)           |
| 2     | (33) Si Jiahui       | 41:41    | Mark Selby (5)              |
| 3     | (22) Tom Ford        | 04:04    | Jimmy Robertson (24)        |
| 4     | (47) Robbie Williams | 41:41    | Scott Donaldson (52)        |
| 5     | (17) Ryan Day        | 42:42    | Ali Carter (11)             |
| 6     | (23) David Gilbert   | 14:14    | Ishpreet Singh Chadha (110) |
| 7     | (42) Matthew Stevens | 43:43    | Fergal O’Brien (96)         |
| 8     | (32) Fan Zhengyi     | 24:24    | Rod Lawler (82)             |

| Spiel | Spieler 1          | Ergebnis | Spieler 2            |
| ----- | ------------------ | -------- | -------------------- |
| 9     | (38) Xiao Guodong  | 14:14    | Sanderson Lam (71)   |
| 10    | (51) Yuan Sijun    | 42:42    | Hossein Vafaei (16)  |
| 11    | (15) Ding Junhui   | 04:04    | Julien Leclercq (67) |
| 12    | (13) Jack Lisowski | 24:24    | Matthew Selt (29)    |
| 13    | (14) Gary Wilson   | 42:42    | Mark Williams (9)    |
| 14    | (103) Ma Hailong   | 34:34    | Hammad Miah (108)    |
| 15    | (61) Oliver Lines  | 41:41    | He Guoqiang (124)    |
| 16    | (19) Barry Hawkins | 14:14    | Kyren Wilson (8)     |

| Spiel | Spieler 1          | Ergebnis | Spieler 2            |
| ----- | ------------------ | -------- | -------------------- |
| 9     | (38) Xiao Guodong  | 14:14    | Sanderson Lam (71)   |
| 10    | (51) Yuan Sijun    | 42:42    | Hossein Vafaei (16)  |
| 11    | (15) Ding Junhui   | 04:04    | Julien Leclercq (67) |
| 12    | (13) Jack Lisowski | 24:24    | Matthew Selt (29)    |
| 13    | (14) Gary Wilson   | 42:42    | Mark Williams (9)    |
| 14    | (103) Ma Hailong   | 34:34    | Hammad Miah (108)    |
| 15    | (61) Oliver Lines  | 41:41    | He Guoqiang (124)    |
| 16    | (19) Barry Hawkins | 14:14    | Kyren Wilson (8)     |

### Achtelfinale
Die Abendsession am Donnerstag, dem 28. September war für die 8 Partien des Achtelfinals reserviert. Bereits vor Beginn der Runde der Letzten 32 war ausgelost worden, wer dann aufeinandertreffen würde.
Tourneuling He Guoqiang bestand überraschend seine erste große Herausforderung im Turnier und besiegte Barry Hawkins mit 4:3. Der Chinese, auf Platz 124 gestartet, verblieb damit der am niedrigsten platzierte Spieler. Dann folgte die Nummer 38 Xiao Guodong, der sich gegen den favorisierten Ali Carter überraschend mit 4:2 durchsetzte. Favoritenbesieger Ding Junhui gelang keine weitere Überraschung, er musste sich Mark Williams geschlagen geben. Mark Selby, der zweite große Favorit, hatte große Mühe und gewann erst mit der letzten Schwarzen 4:3 gegen David Gilbert.
| Spiel | Spieler 1          | Ergebnis | Spieler 2           |
| ----- | ------------------ | -------- | ------------------- |
| 1     | (19) Barry Hawkins | 43:43    | He Guoqiang (124)   |
| 2     | (41) Graeme Dott   | 42:42    | Hossein Vafaei (16) |
| 3     | (15) Ding Junhui   | 42:42    | Mark Williams (9)   |
| 4     | (103) Ma Hailong   | 41:41    | Fan Zhengyi (32)    |

| Spiel | Spieler 1          | Ergebnis | Spieler 2           |
| ----- | ------------------ | -------- | ------------------- |
| 1     | (19) Barry Hawkins | 43:43    | He Guoqiang (124)   |
| 2     | (41) Graeme Dott   | 42:42    | Hossein Vafaei (16) |
| 3     | (15) Ding Junhui   | 42:42    | Mark Williams (9)   |
| 4     | (103) Ma Hailong   | 41:41    | Fan Zhengyi (32)    |

| Spiel | Spieler 1          | Ergebnis | Spieler 2            |
| ----- | ------------------ | -------- | -------------------- |
| 5     | (11) Ali Carter    | 42:42    | Xiao Guodong (38)    |
| 6     | (22) Tom Ford      | 14:14    | Scott Donaldson (52) |
| 7     | (23) David Gilbert | 43:43    | Mark Selby (5)       |
| 8     | (13) Jack Lisowski | 24:24    | Fergal O’Brien (96)  |

| Spiel | Spieler 1          | Ergebnis | Spieler 2            |
| ----- | ------------------ | -------- | -------------------- |
| 5     | (11) Ali Carter    | 42:42    | Xiao Guodong (38)    |
| 6     | (22) Tom Ford      | 14:14    | Scott Donaldson (52) |
| 7     | (23) David Gilbert | 43:43    | Mark Selby (5)       |
| 8     | (13) Jack Lisowski | 24:24    | Fergal O’Brien (96)  |

### Viertelfinale
Freitag, der 29. September war der Viertelfinaltag, je zwei Partien wurden nachmittags bzw. abends gespielt. Die Zahl der Gewinnframes erhöhte sich von 4 auf 5 (Best-of-9). Die Paarungen für den Rest des Turniers waren vor Abschluss des Achtelfinals ausgelost worden.
Mark Selby brauchte zum zweiten Mal in Folge den Decider, bevor er sich im Spitzenduell mit 5:4 gegen Jack Lisowski durchsetzen konnte. Mark Williams und Hossein Vafaei hatten als Favoriten dagegen weniger Mühe. Xiao Guodong gelang gegen den besser eingeschätzten Tom Ford die einzige Überraschung in den 4 Partien.
| Spiel | Spieler 1         | Ergebnis | Spieler 2           |
| ----- | ----------------- | -------- | ------------------- |
| 1     | (9) Mark Williams | 15:15    | Fan Zhengyi (32)    |
| 2     | (124) He Guoqiang | 52:52    | Hossein Vafaei (16) |

| Spiel | Spieler 1         | Ergebnis | Spieler 2           |
| ----- | ----------------- | -------- | ------------------- |
| 1     | (9) Mark Williams | 15:15    | Fan Zhengyi (32)    |
| 2     | (124) He Guoqiang | 52:52    | Hossein Vafaei (16) |

| Spiel | Spieler 1      | Ergebnis | Spieler 2          |
| ----- | -------------- | -------- | ------------------ |
| 3     | (22) Tom Ford  | 53:53    | Xiao Guodong (38)  |
| 4     | (5) Mark Selby | 45:45    | Jack Lisowski (13) |

| Spiel | Spieler 1      | Ergebnis | Spieler 2          |
| ----- | -------------- | -------- | ------------------ |
| 3     | (22) Tom Ford  | 53:53    | Xiao Guodong (38)  |
| 4     | (5) Mark Selby | 45:45    | Jack Lisowski (13) |

### Halbfinale
Wer ins Finale einzog, entschied sich in den beiden Sessions am Samstag. Wer zuerst 6 Frames in seiner Partie gewonnen hatte, erreichte das Endspiel.
Die beiden verbliebenen Top-10-Spieler hatten wenig Mühe. Mark Williams siegte mit 6:3 gegen Hossein Vafaei, dem auch sein 100. Century-Break seiner Karriere nichts nützte. Noch klarer gewann Mark Selby gegen Außenseiter Xiao Guodong, der keinen Frame gewinnen konnte.
| Spiel | Spieler 1         | Ergebnis | Spieler 2           |
| ----- | ----------------- | -------- | ------------------- |
| 1     | (9) Mark Williams | 36:36    | Hossein Vafaei (16) |

| Spiel | Spieler 1         | Ergebnis | Spieler 2           |
| ----- | ----------------- | -------- | ------------------- |
| 1     | (9) Mark Williams | 36:36    | Hossein Vafaei (16) |

| Spiel | Spieler 1         | Ergebnis | Spieler 2      |
| ----- | ----------------- | -------- | -------------- |
| 2     | (38) Xiao Guodong | 60:60    | Mark Selby (5) |

| Spiel | Spieler 1         | Ergebnis | Spieler 2      |
| ----- | ----------------- | -------- | -------------- |
| 2     | (38) Xiao Guodong | 60:60    | Mark Selby (5) |

### Finale
Saisonübergreifend hatte Mark Selby bei den letzten sechs Turnieren das Halbfinale erreicht, zum dritten Mal kam er diesmal ins Finale. Das WST Classic im März hatte er gewonnen. Mark Williams’ letzter Turniersieg waren die British Open 2021, aber mit dem Finaleinzug bei der Championship League zum Saisonauftakt hatte auch er eine aktuell gute Form bewiesen. Zum fünften Mal trafen die beiden Spieler in einem Finale aufeinander, die vier zuvor hatten sie sich 2:2 geteilt.
Nach einem knappen ersten Frame, den Williams erst mit der letzten Schwarzen gewann, zog der Waliser mit hohen Breaks auf 3:0 davon, während Selby kaum Punkte gelangen. In einem umkämpfteren vierten Frame holte sich Selby seinen ersten Punkt, bevor Williams erneut mit hohen Breaks auf 5:1 davonzog. Dem Engländer gelang noch Schadensbegrenzung, mit zwei gewonnenen Frames vor dem Sessionende zum Zwischenstand von 3:5 hielt sich Selby alle Chancen offen.
Im Verlauf des Abends kam er dann zweimal bis auf einen Frame an den Waliser heran, doch Williams konterte jeweils und stellte den 2-Frames-Abstand wieder her. Dann ging er sogar mit 8:5 in Führung, doch Selby gelang erneut mit höheren Breaks das 8:6 und das 8:7. Im 16. Frame führte er sogar schon mit 56 Punkten, bevor er verschoss und Williams einen offenen Tisch überließ. Williams räumte den Tisch mit 69 Punkten leer und „stahl“ den Frame zum 9:7. Dies war bereits die Vorentscheidung. Erneut konnte Selby in Frame 17 ein Break nicht ausspielen. Williams vergab zwar die gute Chance und brauchte sogar schon einen Snooker. Doch Selby lieferte nicht nur leichtfertig die Foulpunkte, sondern auch noch einen Free Ball an Williams, der dann keine Mühe mehr hatte, zum 10:7 zu vollenden.
Es war das 40. Ranglistenfinale von Mark Williams, von denen er damit 24 gewonnen hat, davon 3 Titel bei den British Open.
| Finale: Best of 19 Frames Schiedsrichter/in: Tatiana Woollaston The Centaur, Cheltenham, England, 1. Oktober 2023                                                                                    |                |            |
| Mark Williams | 10:7           | Mark Selby |
| Nachmittagssession: 66:59, 131:4 (110), 100:5 (55), 30:102 (58), 74:39 (74), 133:0 (133), 6:121 (98), 0:79 (73) Abendsession: 6:112 (112), 66:1, 30: 73, 97:51, 91:0, 36:82, 0:81 (68), 69:56, 59:54 |                |            |
| 133 | Höchstes Break | 112        |
| 2 | Century-Breaks | 1          |
| 5 | 50+-Breaks     | 5          |

## Century-Breaks
Insgesamt wurden im Turnierverlauf 62 Century-Breaks erzielt, 25 weniger als noch im Vorjahr. 35 Spieler schafften mindestens ein Break mit dreistelliger Punktzahl. Xiao Guodong erzielte in seiner Viertelfinalpartie in einer Aufnahme 140 Punkte am Stück und damit das höchste Break des Turniers.
Kyren Wilson gelangen bei seinem 4:0-Sieg in der ersten Hauptrunde die Centurys Nummer 399 und 400 seiner Karriere. Als 16. Spieler der Snookergeschichte übertraf er die 400er-Marke. Hossein Vafaei machte mit seinem 7. Century im Turnier 100 Stück voll, mit 7 Centurys erzielte er auch von allen Teilnehmern die meisten.
| Xiao Guodong    | 140                               |
| Mark Williams   | 139, 133, 128, 110, 109           |
| Daniel Wells    | 136, 115                          |
| Hossein Vafaei  | 135, 134, 125, 120, 116, 107, 106 |
| Stephen Maguire | 135                               |
| Robbie Williams | 134, 118                          |
| Jack Lisowski   | 133, 132, 108, 102, 101, 100      |
| Matthew Selt    | 132, 111                          |
| Zhang Anda      | 129                               |
| Hammad Miah     | 126, 101                          |
| Judd Trump      | 125, 124, 116                     |
| Graeme Dott     | 125                               |
| Mark Selby      | 123, 112, 110                     |
| He Guoqiang     | 123, 109                          |
| Ding Junhui     | 123                               |
| Julien Leclercq | 122                               |
| Kyren Wilson    | 121, 112, 104                     |
| Zhang Anda      | 119                               |

| Liu Hongyu       | 117      |
| John Higgins     | 116      |
| Martin Gould     | 114      |
| Barry Hawkins    | 114      |
| Shaun Murphy     | 111 (2×) |
| Si Jiahui        | 107      |
| Ali Carter       | 107      |
| Zhou Yuelong     | 105      |
| Long Zehuang     | 105      |
| Joe O’Connor     | 105      |
| David Gilbert    | 105      |
| Wu Yize          | 104      |
| Oliver Lines     | 103      |
| Tian Pengfei     | 102      |
| Thor Chuan Leong | 101      |
| Ben Mertens      | 101      |
| Jimmy Robertson  | 100      |